# Ricardo Villodas y de la Torre
Ricardo Villodas y de la Torre (Madrid, 23 de febrero de 1846-Soria, 6 de agosto de 1904) fue un pintor español.

## Biografía

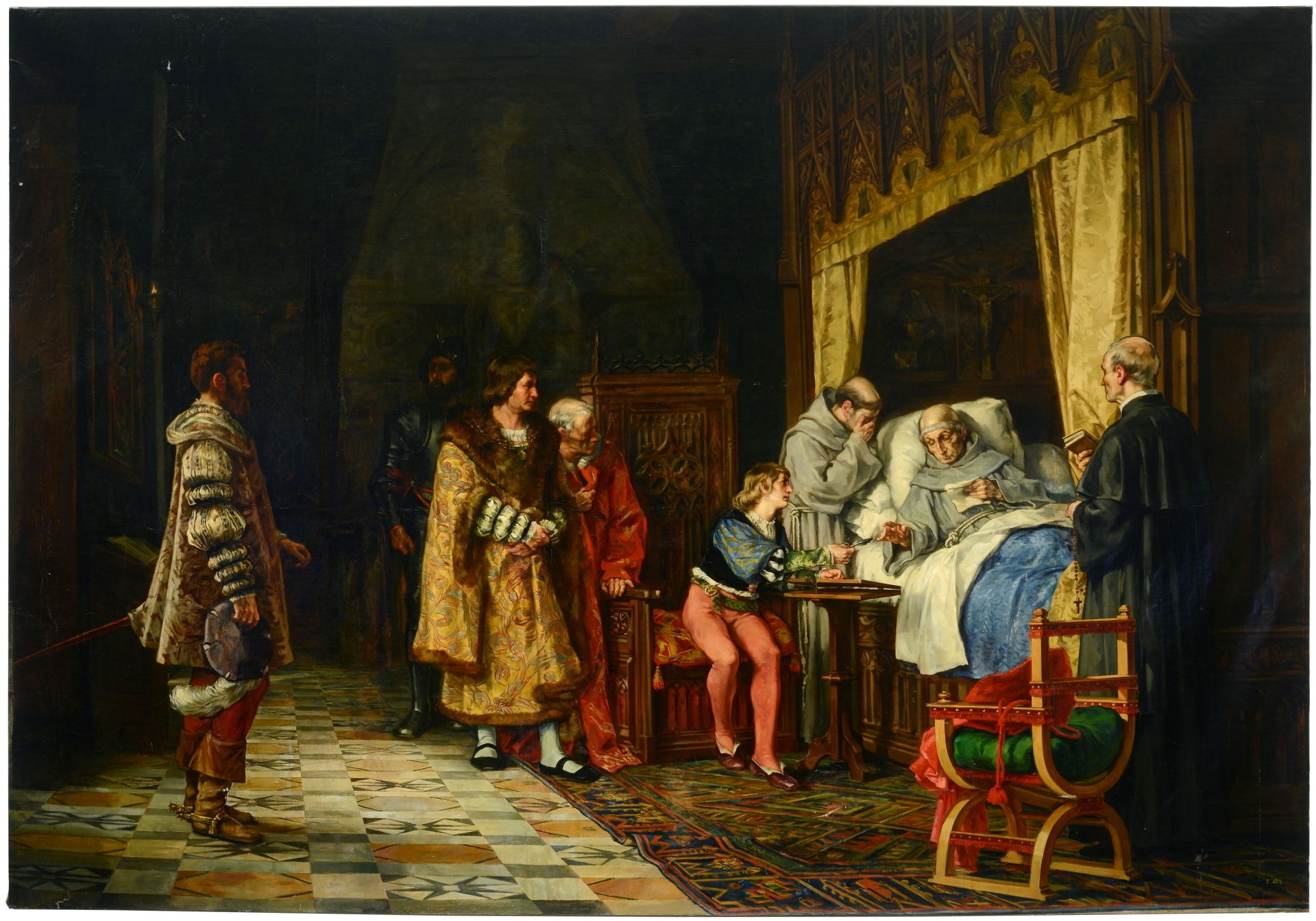
Mensaje de Carlos I al cardenal Cisneros

Natural de Madrid, estudió en la Escuela de Bellas Artes de San Fernando de esa ciudad, bajo la tutela de Federico de Madrazo. Tras ser premiado con tercera medalla en la Exposición Regional de Zaragoza, marchó a París, donde conoció a Raimundo de Madrazo, León Bonnat y Eduardo Zamacois. De vuelta a Madrid, participó en las exposiciones nacionales de 1876 y 1877 con La muerte de César y Mensaje de Carlos I al cardenal Cisneros, respectivamente, y en ambas ediciones fue galardonado con segunda medalla.
Gracias a estos premios, pudo acudir a Roma, donde vivió durante dos décadas. Allí tomó clases con José Casado del Alisal y también acudió a la Academia Chigi, a las tertulias del Café Greco y a los lugares de trabajo de José Villegas y Lorenzo Vallés. Con Victuribus gloria. Naumaquia en tiempos de Augusto, ganó una medalla de primera clase en la Exposición Nacional de Bellas Artes de 1887.

## Obras
- La muerte de César
- Mensaje de Carlos I al cardenal Cisneros
- Autorretrato
- Victuribus gloria. Naumaquia en tiempos de Augusto